# Charles Crocker
Charles Crocker (Troy, 16 september 1822 – Monterey, 14 augustus 1888) was een Amerikaans ondernemer die betrokken was bij de aanleg van spoorwegen. Hij was een van de vier hoofdinvesteerders van de Central Pacific Railroad, dat verantwoordelijk was voor de aanleg van het meest westelijke deel van de First Transcontinental Railroad.

## Vroege jaren
Crocker werd geboren in Troy (New York) op 16 september 1822. Hij was de zoon van Eliza en Isaac Crocker en groeide op in een eenvoudig gezin. Het gezin sloot zich aan bij de migratie richting meer westelijke gebieden, die in de negentiende eeuw gaande was in de Verenigde Staten. Toen hij 14 was, verhuisden ze naar Indiana, waar ze een boerderij bezaten. Crocker werd al vlug onafhankelijk van zijn ouders en werkte voor verscheidene boerderijen, een houtzagerij en een ijzersmederij.
Op 23-jarige leeftijd, in 1845, richtte hij zelf een kleine, onafhankelijke ijzersmederij op. Het geld dat hij met dit bedrijfje verdiende, spaarde hij, zodat hij dit op een later moment kon investeren in de spoorwegenindustrie, nadat hij naar Californië was verhuisd. Deze staat was sterk in opkomst door de Californische goldrush, die aanhield van 1848 tot en met 1856. Tegen de tijd dat hij was begonnen met het investeren in de spoorwegenindustrie, was zijn oudere broer, Edwin B. Crocker, advocaat geworden.

## Spoorwegen
In 1861 was hij, na het horen van een aangrijpende presentatie van Theodore Judah, een van de vier hoofdinvesteerders, naast Mark Hopkins, Collis Huntington en Leland Stanford (samen ook wel The Big Four genoemd), van de Central Pacific Railroad. Dit bedrijf was verantwoordelijk voor de aanleg van de Transcontinental Railroad in Noord-Amerika. Binnen het bedrijf vervulde hij de taak van bouwopzichter en directeur van Charles Crocker & Co., een deelbedrijf van de Central Pacific Railroad dat specifiek was opgericht met als doel om de spoorweg aan te leggen.
Crocker zorgde voor de aankoop van treinen die de spoorbanen in de bergen sneeuwvrij konden maken, maar deze raakten vanwege het ijs van het spoor af. Hij liet meer dan 65 kilometer aan sneeuwhuisjes bouwen om het spoor in de winter van sneeuw te weerhouden in de Sierra Nevada. Dit project kostte meer dan $2 miljoen.
In 1864 vroeg Charles zijn oudere broer Edwin te dienen als rechtsbijstand voor de Central Pacific Railroad.
Toen de Pacific Railroad in 1868 nog in aanbouw was, verkregen Crocker en zijn drie deelgenoten het gezag over de Southern Pacific Railroad. Dit bedrijf zorgde voor de aanleg van het meest westelijke deel van de tweede transcontinentale spoorweg. Deming (New Mexico) is vernoemd naar zijn echtgenote Mary Ann Deming Crocker. In 1881 werd hier een silver spike, een zilveren spoorstaaf, de grond in geslagen, om de aansluiting van de Southern Pacific met de Atchison, Topeka and Santa Fe Railway, wat de constructie van de tweede transcontinentale spoorlijn in de Verenigde Staten volbracht, te vieren.

## Bankwezen
In 1869 was Crocker voor een korte periode referentieaandeelhouder van Wells Fargo en diende hij als directeur van dit bedrijf. Nadat hij zijn aandelen had verkocht, werd hij opgevolgd door John J. Valentine Sr. Crocker verkreeg voor zijn zoon William ook controlerend belang in Woolworth National Bank, waarvan de naam veranderd werd in Crocker-Anglo Bank.
In 1963 fuseerde Crocker-Anglo Bank met Los Angeles' Citizens National Bank. Deze fusie werd eerst Crocker-Citizens Bank, en later Crocker Bank. De bank, die in San Francisco gevestigd was, bestaat niet langer, omdat Wells Fargo deze in 1986 overnam.

## Persoonlijk leven

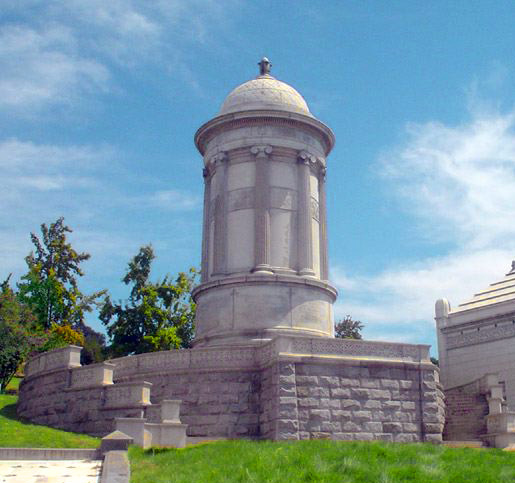
Het mausoleum van Charles Crocker in Oakland (Californië)

Crocker trouwde met Mary Ann Deming (1827 – 1887) in 1852. Mary was de dochter van John Jay Deming en Emily Deming. Samen hadden Charles en Mary zes kinderen, van wie er twee stierven voordat ze volwassen waren:
- Charles Frederick Crocker (1854 – 1897), die trouwde met Jenny Ella Easton (1858 – 1887).[10][11]
- George Crocker (1856 – 1909), die trouwde met Emma Hanchett (1855 – 1904).[12][13]
- Harriet Valentine Crocker (1859 – 1935), die trouwde met Charles Beatty Alexander (1849 – 1927).[14][15]
- William Henry Crocker (1861 – 1937), die trouwde met Ethel Sperry (1861 – 1934).[16]

Na een rijtuigongeval in New York in 1886 raakte Crocker zwaargewond. Hij herstelde slechts deels en overleed op 14 augustus 1888. Hij werd begraven in een mausoleum in Millionaires' Row, een sectie voor rijke overledenen, op de Mountain View begraafplaats in Oakland (Californië). De enorme granieten constructie was ontworpen door de architect A. Page Brown uit New York, die later in zijn leven tevens het Ferry Building in San Francisco ontwierp.

### Nakomelingen
Via zijn zoon Charles was hij de grootvader van Mary Crocker (1881 – 1905), die trouwde met Amerikaans politicus Francis Burton Harrison; Charles Templeton Crocker (1884 – 1948); en Jennie Adeline Crocker (1887 – 1974).

Via zijn dochter Harriet was hij de grootvader van Mary Crocker Alexander (1895 – 1986), die trouwde met Amerikaans diplomaat Sheldon Whitehouse. Hun zoon was Charles Sheldon Whitehouse (1921 – 2001), de Amerikaanse ambassadeur van Laos en Thailand, en hun kleinzoon, Crocker zijn achterachterkleinkind, is Sheldon Whitehouse, senaatslid van de Verenigde Staten voor Rhode Island.
Via zijn zoon William was hij de grootvader van Charles Crocker, William Willard Crocker, Helen Crocker en Ethel Mary Crocker.